# Juillet 1945 (guerre mondiale)
Chronologie de la Seconde Guerre mondiale
Juin 1945 - juillet 1945 - Août 1945

## Événements
- 1er juillet :

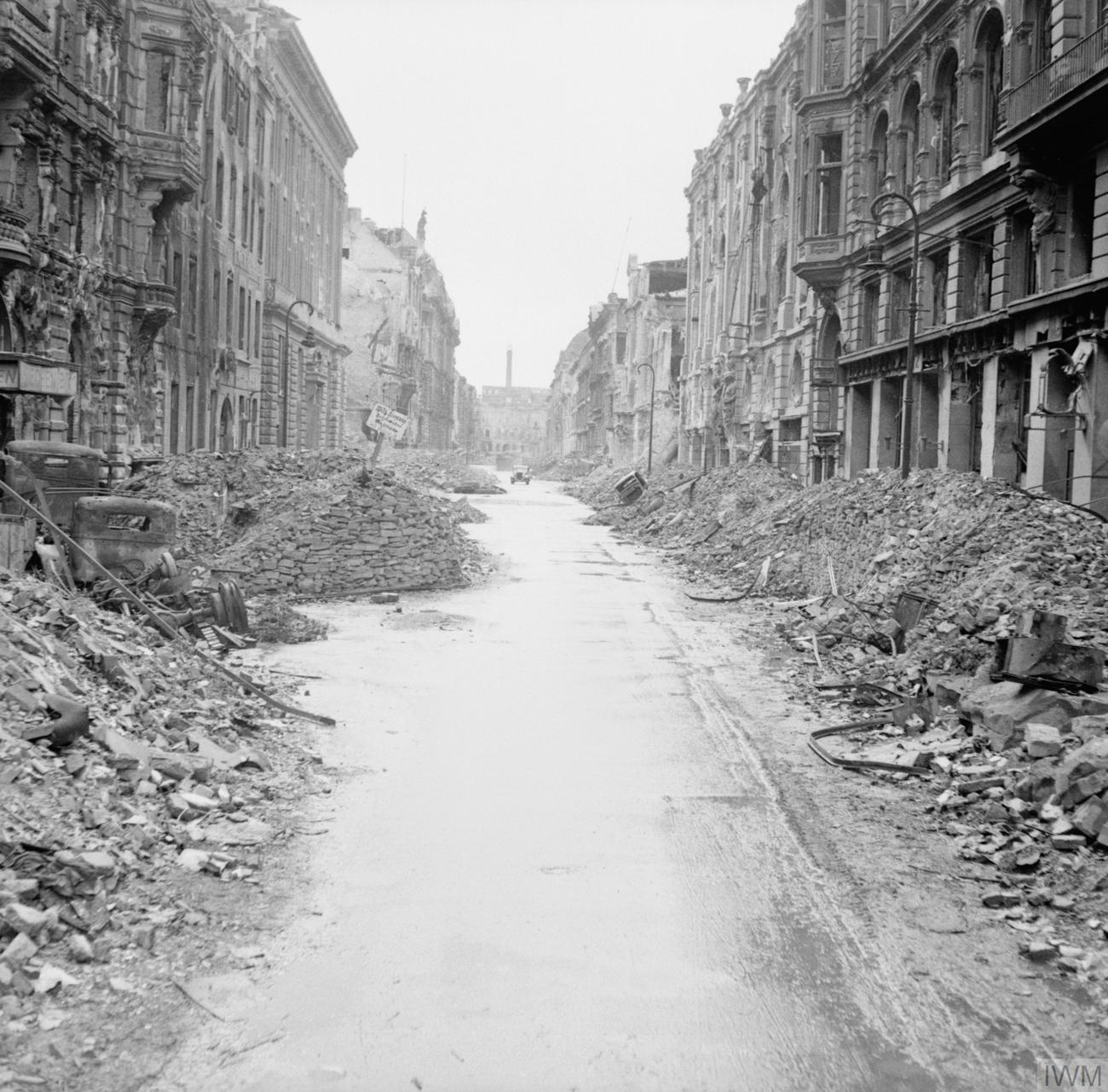
Berlin, année zéro. Après la prise de la ville par l'armée rouge en mai, état des rues en juillet 1945. La nation est brisée, ses élites politiques ont disparu, ses hommes en armes démobilisés. Ne restent que les femmes allemandes pour retirer les décombres.

  - Débarquement d'une force amphibie alliée (groupe naval américano-australien et 7e division d'infanterie australienne) aux Indes orientales néerlandaises sur la côte est de l'île de Bornéo dans la province du Kalimantan oriental. Début de la bataille de Balikpapan. La 18e brigade (général Frederick Oliver Shilton) et la 21e brigade (général Ivan Dougherty) débarquent les premières sans pratiquement rencontrer de résistance. La 25e brigade (général Kenneth Eather) reste en réserve sur les navires alliés. À la fin de la journée, une tête de pont de 2 km est établie.
  - L'Allemagne est divisée en quatre zones d'occupation : évacuation des unités américaines déployées en Saxe.
  - Japon : Bombardements d'environ 550 bombardiers B-29 qui larguent 4 000 tonnes de bombes incendiaires sur les villes de Kumamoto (ouest de l'île de Kyushu), Shimonoseki, Ube et la base navale de Kure. Près de 40 % de la ville de Kure est détruite.
  - Japon : la Troisième flotte des États-Unis partit du golfe de Leyte dans les Philippines sous le commandement de l’amiral William F. Halsey pour attaquer les îles du Japon. Les plans de Hasley étaient d’utiliser les cuirassés et les croiseurs pour bombarder les sites militaires et les usines ; afin de préparer ces attaques, les sous-marins de l’US Navy entrèrent dans les eaux territoriales pour détecter les mines marines. Les B-29 Superfortress et les B-24 Liberator des United States Army Air Forces (USAAF) firent aussi des vols de reconnaissance au-dessus d’une grande partie du Japon afin de repérer les aérodromes et les sites qui pourraient être attaqués par la troisième flotte.

- 2 juillet :
  - 2e jour de la bataille de Balikpapan : la tête de pont est élargie par la 7e division par l'occupation des installations pétrolières. Des combats intenses ont lieu toute la journée pour la prise des hauteurs autour de Klandasan Ulu. La 25e brigade débarque pour venir au soutien de la 18e brigade engagée dans des combats féroces. Le 2 / 14e bataillon de la 21e brigade s'empare de l'aérodrome de Sepinggan.
  - Sur les îles Ryukyu, les opérations militaires sont déclarées officiellement terminées.
  - Ordre est donné à l'amiral Lord Mountbatten, commandant en chef des forces alliées en Asie du Sud-Est (South East Asia Command, de lancer l'opération Zipper de libération de la Malaisie occupée par l'armée nippone, dès août 1945.
  - Le sous-marin USS Barb (SS-220) bombarde avec son artillerie de bord la ville de Kaihyo sur l'île Tyuleny, située au large de la côte est de l'île de Sakhaline, en détruisant 60 % de la ville.

- 3 juillet :
  - Bombardements nocturnes des B-29 sur les villes de Himeji (île de Honshu); Kōchi, Takamatsu et Tokushima sur l'île de Shikoku, au sud d'Honshu.
  - 3e jour de la bataille de Balikpapan: la tête de pont est élargie par la 25e brigade de la 7e division d'infanterie qui avance à l'intérieur des terres le long de la Milford Highway de près de 8 km à l'est de la ville de Balikpapan; tandis que la 18e brigade sécurise la ville et son port; et que la 21e brigade atteint l'aérodrome de Manggar. La 18e brigade est relevée de la première ligne par la 25e brigade.
  - Birmanie : à partir du 3 juillet 1945 jusqu'au 7 juillet, une violente bataille, la première bataille du coude de la Sittang s'est déroulée sur le coude de la Sittang entre les forces britanniques de la 12e armée (général Montagu Stopford) et du IVe corps (général Frank Messervy et les forces japonaises de la 33e armée (lieutenant-général Masaki Honda). Les forces nippones attaquent pendant quatre jours les positions britanniques, pour faire diversion et permettre à la 28e armée encerclée dans la poche de la chaîne du Pegu (Pegu Yoma), de s'extraire de l'encerclement en traversant la rivière Sittang. Les pertes japonaises sont importantes et le général Heitarō Kimura, commandant des forces japonaises en Birmanie, ordonne le repli des unités restantes de la 33e armée le 7 juillet.
  - Arrivée des premières troupes d'occupation américaines à Berlin.

- 4 juillet :
  - Philippines: débarquement d'unités de la 24e division d'infanterie sur l'île de Mindanao dans la baie de Sarangani afin d'anéantir les dernières forces nippones dans la partie la plus méridionale de l'île.
  - Arrivée des premières troupes britanniques (le 11e hussards et un régiment de la 7e division blindée) en dépit de l'obstruction des autorités soviétiques pour y parvenir (3 heures d'attente à Magdebourg avant de pouvoir continuer en zone soviétique).
  - 4e jour de la bataille de Balikpapan: la 25e brigade avance à l'intérieur des terres de 16 km depuis les plages, pour atteindre Batuchampar. Pendant ce temps la 21e brigade traverse le fleuve Manggar Besar et occupe l'aérodrome de Manggar. Elle est prise à partie depuis les hauteurs par l'artillerie japonaise. L'artillerie navale et le support aérien alliés pilonneront les positions nippones pendant 5 jours avant que l'aéroport soit sécurisé le 9 juillet.
  - Dans l'Atlantique Sud, le croiseur brésilien Bahia coule à la suite d'une explosion d'origine accidentelle. Il y a 336 morts et seulement 36 survivants.

- 5 juillet
  - Les Philippines sont officiellement déclarées libérées par le général Douglas MacArthur. S'ils restent quelques groupes de soldats nippons isolés sur Mindanao, dans la Sierra Madre sur Luçon, et sur quelques petites îles; ils sont coupés de tout ravitaillement et sont harcelés par les résistants philippins; tandis que les unités américaines achèvent les opérations de nettoyage, menées systématiquement sur chaque île.
  - Le général Carl A. Spaatz, commandant des forces aériennes alliées sur le front Ouest en Europe, est nommé commandant des forces aériennes alliées sur le théâtre du Pacifique et sera responsable de la conduite de la campagne de bombardements stratégiques sur le Japon.
  - 5e jour de la bataille de Balikpapan: le 2 / 9e bataillon de la 18e brigade; le 2 / 1er bataillon de pionniers; des éléments du 2 / 7e régiment de commandos de cavalerie ; des chars et de l'artillerie de la 7e division débarquent sur la rive opposée de la baie de Balikpapan à Penajam sans trouver d'opposition. De son côté, la 25e brigade affronte une forte opposition autour de Batuchampar.

- 6 juillet :
  - Allemagne: les chefs d'état-major américains autorisent une opération spéciale "Opération Overcast" dans le but de récupérer les ingénieurs et savants allemands pour les utiliser au profit des industries civiles et militaires américaines.
  - les raids aériens d'environ 600 B-29 visèrent les villes de Akashi, Chiba, Kōfu, Osaka, Shimotsu et Shimizu-ku. Ils larguèrent près de 4000 tonnes de bombes.
  - La Norvège déclare la guerre à l'empire du Japon.
  - Chine: démission du général américain Claire Lee Chennault, commandant de la 14e force aérienne américaine (Fourteenth Air Force) pour protester de l'éventualité de la dissolution du groupe des Tigres volants.
  - Berlin: parade alliée de la Victoire. Un adjudant de la Garde britannique hisse le drapeau de l'Union Jack sur la colonne de la victoire allemande, près de la porte de Brandebourg. La cérémonie a lieu en présence d'officiers et de soldats américains, britanniques, français et soviétiques.

- 7 juillet :
  - Le conseil municipal de Paris prend un arrêté réunissant la place de l'Ourcq et le rond-point de la Villette, nommant la place ainsi formée du nom de la victoire remportée par l'Armée rouge à Stalingrad.
  - Dans la mer Jaune et dans la mer du Japon, des bombardiers B-24 modifiés endommagent ou coulent un grand nombre de petits navires japonais.
  - Indes néerlandaises : 7e jour de la bataille de Balikpapan: Poursuite de la progression des forces australiennes à Bornéo. Sur la côte est de la baie de Balikpapan, les Néerlandais et les indigènes assistent les Australiens. Les troupes alliées s'approchent des dernières raffineries pétrolières détenues par les Japonais, notamment celle de Pandarasi. Sur la côte à l'est de Balikpapan, les troupes alliées se heurtent toujours à une forte résistance nippone. Les Alliés rapportent avoir compté environ 3000 cadavres japonais dans la partie sud-est de Bornéo et avoir fait 274 prisonniers. Les pertes australiennes s'élèvent à 214 tués, 22 disparus et 430 blessés.

- 8 juillet :
  - États-Unis: Au camp de Salina, dans l'Utah, un garde américain, Clarence V. Bertucci, ouvre le feu à la mitrailleuse contre les 43 tentes dans lesquelles dorment 250 prisonniers de guerre allemands, tuant 9 prisonniers et en blessant grièvement 19 autres. Bertucci ne fait preuve ensuite d'aucun remords, déclarant détester les Allemands et vouloir les tuer.
  - Philippines: Poursuite des opérations sur l'île de Mindanao, dans le secteur de la baie de Sarangani. Les résistants philippins, passés sous le commandement américain, appuient les troupes américaines dans leur progression.

- 9 juillet :
  - Japon: opération Meetinghouse. Dans la nuit du 9 au 10 juillet, des B-29 Superfortress du 21e Bomber Command de la Twentieth Air Force (20e US Air Force), partis de Guam, Saipan et Tinian, dans les îles Mariannes, effectuent quatre raids incendiaires en tapis contre les villes japonaises: - de Sendai: 123 B-29 ravagèrent 3,16 km carrés (27% de la ville); - de Sakai : 115 B-29 ravagèrent 2,64 km carrés (44% de la ville); - de Gifu : 129 B-29 ravagèrent 5 km carrés (74% de la ville) ; - de Wakayama : 108 B-29 ravagèrent 5,44 km carrés (52,5% de la ville); - 61 autres B-29 visent la raffineries Utsube de Yokkaichi.
  - Opération Famine « Operation Starvation Phase V ». 29 B-29 du 21e Bomber Command de la Twentieth Air Force (20e US Air Force) larguent des mines dans le détroit de Kanmon ou détroit de Shimonoseki, au large de Niigata et de Nanao.
  - Indes néerlandaises (Bornéo): 9e jour de la bataille de Balikpapan: les deux aéroports de Sepinggan et de Manggar ont été sécurisés par la 21e brigade australienne. Les raffineries de Pandarasi sont occupées. La poche autour de la baie de Balikpapan est entièrement contrôlée par les troupes australiennes. Le 9 juillet, les deux bataillons japonais avancés avaient été en grande partie détruits et les restes se retiraient de la côte est. La 21e brigade a poursuivi son avance vers Sambodja. Les patrouilles se sont également déplacées vers la route de Milford pour établir un contact avec la 25e brigade. Le commandant japonais, le vice-amiral Michiaki Kamada, avait établi son quartier général autour de Batuchampar ; l'arrière-garde japonaise a commencé à se replier sur la position défensive principale à 3 miles (4,8 km) à l'intérieur des terres à Batuchampar, où le troisième bataillon s'était retranché.
  - Chine: Les troupes chinoises s'emparent de la base aérienne de Tanchuk et avancent rapidement vers l'est dans la province de Guangxi, coupant les dernières communications entre les troupes japonaises de Chine et celles d'Indochine. Les Chinois ont désormais repris le contrôle de trois des bases aériennes de la 14e force aérienne américaine perdues depuis un an.
  - Japon: Les appareils de l'escadre de porte-avions rapides (USS Lexington (CV-16), USS Essex (CV-9), USS Independence (CVL-22) et USS San Jacinto (CVL-30) du vice-amiral John S. McCain, Sr., issus de la Task Force 38, effectuent 70 raids contre plusieurs aéroports dans le secteur de Tokyo ainsi que certains sites industriels. La riposte de l'aviation nippone est faible, 173 appareils nippons sont détruits au sol le second jour. La radio de Tokyo surnomme ces attaques comme « l'ombre noire de l'invasion. »

- 10 juillet :
  - 10e jour de la bataille de Balikpapan : nouveau débarquement à Djinabora (partie supérieure de la baie) pour s'assurer du contrôle complet de toute la baie de Balikpapan. Pendant une dizaine de jours, l'artillerie et l'aviation alliées vont pilonner la position fortifiée japonaise de Batuchampar, tandis que la 25e brigade débordait les flancs japonais, tentant de les encercler. Pendant ce temps, de violents combats s'engagent au nord-est de Manggar pour la conquête des champs pétrolifères de Sambodja situés à 40 km de là.
  - Japon : un B-29 a survolé Sendai, laissant cette fois tomber des tracts de propagande avertissant les habitants de la ville de sa destruction imminente. Utsunomiya a été attaquée pour la première fois par des avions de chasse basés sur des porte-avions, qui ont mitraillé une ferme à la périphérie sud de la ville, tuant cinq civils.
  - Argentine: l'Unterseeboot 530 (U-530), déclaré manquant depuis la fin du mois d'avril, refait surface à Mar del Plata, au sud de Buenos Aires, en Argentine, suscitant de nombreuses spéculations sur le possible transport de nazis de haut rang ayant quitté l'Allemagne pour se réfugier en Amérique du Sud.

- 11 juillet :
  - Philippines: dans l'île de Luçon; les Américains larguent des milliers de bombes au napalm sur les troupes japonaises retranchées dans les poches de la Sierra Madre (Philippines) et de la zone de Kiangan.
  - Allemagne : première réunion du conseil interallié de Berlin. Les Soviétiques remettent officiellement aux Américains et aux Britanniques l'administration de la moitié ouest de Berlin, qui ont eux-mêmes décidé d'en confier une partie aux Français (la partie nord de celle-ci).
  - Grande-Bretagne: début du redéploiement des bombardiers de la 8th Air Force (8e force aérienne américaine). Ils doivent transiter par les États-Unis avant de rejoindre le Pacifique. L'opération prendra 51 jours.
  - Océan Indien: raid des appareils britanniques aéroportés contre les aérodromes japonais de Sumatra.

- 12 juillet :
  - Indes néerlandaises : nouveau débarquement allié à Bornéo, près d'Andus. Les troupes australiennes s'emparent de Maradi, dans le nord de l'île.
  - Bombardements intensifs par les B-29 des villes de Ichinomiya (Honshū); Tsuruga (Honshū) ; Utsunomiya ((Honshū) et Uwajima (Shikoku).
  - L'attaque majeure fut celle sur Utsunomiya dans la nuit du 12 juillet 1945. 133 superfortresses B-29 de la 58e escadre de bombardement de l'USAAF ont décollé de Tinian et sont arrivés sur Utsunomiya en plusieurs vagues à partir de 23 h 19. Le temps au-dessus de la cible était très pluvieux. En utilisant l'école élémentaire centrale d'Utsunomiya comme point cible, les avions ont largué 802,9 tonnes de bombes, dont 10 500 bombes à fragmentation incendiaire E46 (les mêmes que celles utilisées pour le bombardement de Tokyo) et 2204 bombes au napalm M47. La tempête de feu qui en résulta, détruisit une grande partie du centre-ville, notamment la mairie d'Utsunomiya, la salle préfectorale de Tochigi et la gare d'Utsunomiya. Cependant, avec une mauvaise visibilité, de nombreux bombardiers ont libéré leurs charges utiles à l'aveugle (un équipage a rapporté qu'ils avaient libéré des bombes lorsque l'odeur de la ville en flammes était la plus forte), et des dommages se sont produits sur une vaste zone, y compris de nombreux villages agricoles entourant la ville. Les Américains ont perdu un avion au retour vers Tinian avec deux victimes en raison d'une panne mécanique. À la suite des bombardements, les Japonais ont dénombré 628 morts, 1150 grièvement blessés, 9 490 bâtiments détruits et 47 976 personnes sans abri. Un an après la guerre, les Forces de l' Armée de l'air américaine ont ouvert une enquête sur les bombardements stratégiques (guerre du Pacifique). Celle-ci a rapporté que 43,6 pour cent de la ville avait été totalement détruite.
  - Un seul B-29 a largué 36 bombes incendiaires sur une banlieue de Sendai.
  - 12e jour de la bataille de Balikpapan : « Opération Ornithorynque » : le groupe Platypus 9 a été déployé par bateau à moteur via des péniches de débarquement à Djinabora (partie supérieure de la baie de Balikpapan) et a aidé à perturber le trafic des barges ennemies.
  - Allemagne : À Berlin, sous la porte de Brandebourg, le maréchal Montgomery décore le maréchal Joukov de la grande-croix de l'ordre de Bath, le maréchal Rokossovski de la K.C.B. (commandeur de l'ordre du Bain) et les généraux Sokolovski et Mikhaïl Malinine de la KBE (chevalier de l'Empire britannique). Une bannière proclame "Gloire aux forces soviétiques qui ont planté le drapeau de la victoire sur Berlin".

- 13 juillet :
  - Japon : bombardement de Sendai; la ville et l'aéroport ont été bombardés et mitraillés par des avions embarqués de la marine américaine.
  - Allemagne : À la veille de la dissolution du SHAEF (Supreme Headquarters Allied Expeditionary Force), le général Eisenhower lance un message d'adieu à tous les membres du corps expéditionnaire allié.
  - Indes néerlandaises: À Bornéo, les troupes australiennes progressent toujours et dépassent l'aéroport Manggar à l'est de Balikpapan, pénétrant les défenses nippones sur la côte du détroit de Macassar.

- 14 juillet :
  - Japon : Premier bombardement allié d’une ville côtière japonaise, en conjonction avec les attaques aériennes sur Hokkaido et le nord de Honshū. Un groupe de bombardement appelé, unité opérationnelle (Task Unit) 34.8.1 (TU 34.8.1), fut détachée de la TF 38 pour attaquer les aciéries de Kamaishi dans le nord de Honshu. L’unité TU 34.8.1, sous le commandement du contre-amiral John F. Shafroth Jr., était composé des cuirassés USS South Dakota, Indiana et Massachusetts, des croiseurs lourds Chicago et Quincy et de neuf destroyers. Il bombarda les forges et les entrepôts de la ville, ainsi que les réservoirs et les navires à proximité. Ce fut le premier bombardement naval du continent japonais dans la préfecture de Miyagi pendant la guerre. À cette époque, la ville de Kamaishi avait une population de 40 000 habitants et ses aciéries figuraient parmi les plus importantes du Japon. Cependant, à cause de la pénurie de coke et d’autres matières premières, les aciéries tournaient alors à moins de la moitié de leur capacité. Des prisonniers de guerre alliés avaient été assignés à la compagnie Nippon Steel et étaient logés dans deux camps à Kamaishi. L’unité de bombardement ouvrit le feu sur l’aciérie à 12 h 10 d’une distance de 27 km. Les navires s’approchèrent ensuite de la ville, mais sans dépasser la ligne des 100 brasses, car aucun dragueur de mines n’était disponible pour éliminer les mines marines. Le bombardement dura plus de deux heures, pendant lesquelles la force opérationnelle fit six passages devant l’entrée du port de Kamaishi et tira 802 obus de 406 mm, 728 de 203 mm et 825 de 127 mm. Même si la plupart des obus atterrirent bien sur l’aciérie, le choc dû à leur explosion déclencha des incendies dans toute la ville. La fumée qui en résulta empêcha l’aviation américaine d’aider les navires, qui continuèrent cependant à faire feu avec précision sur les cibles prédéterminées. Ni l’aviation japonaise, ni les canons côtiers ne répondirent au bombardement. Après l’attaque, l’aviation alliée photographia l’aciérie, mais les experts qui interprétèrent les photographies sous-estimèrent l’étendue des dégâts. C’était l’une des premières utilisations de l’espionnage photographique pour déterminer les dommages causés par un bombardement naval et les observateurs accordèrent trop d’importance au fait qu’aucun bâtiment de l’aciérie n’avait été détruit. Les Alliés apprirent après la guerre que l’aciérie avait en fait subi de lourds dommages et avait dû cesser toute production pendant plusieurs semaines. Le résultat fut une perte de quatre semaines de production de fonte brute et de deux mois et demi de production de coke. Cinq prisonniers de guerre alliés furent aussi tués au cours du bombardement.
  - Japon : Après le raid du 9 juillet sur la région de Tokyo; la TF 38 se dirigea vers le nord et commença des raids sur Hokkaido et le Nord de Honshū. Ces zones étaient hors de portée des bombardiers B-29 Superfortress et n’avaient pas encore été attaquées au cours de la guerre. L’aviation de l’US Navy (USN) rencontra peu d’opposition ; elle coula onze navires de guerre et vingt navires marchands et détruisit vingt-cinq appareils. Huit autres navires de guerre et vingt-et-un navires marchands furent endommagés.

- 15 juillet :
  - Okinawa : capture par les américains du colonel Hiromichi Yahara , plus haut gradé de la 32e armée, dans le village de Yakibu.
  - Birmanie : la deuxième bataille du coude de la Sittang s'est déroulée sur le coude de la Sittang entre les forces britanniques de la 12e armée (général Montagu Stopford) et du 4e corps (général Francis Tuker); et les dernières unités de la 28e armée (général Shōzō Sakurai), encerclées dans la poche de la chaîne du Pegu (Pegu Yoma), qui tentent de s'extraire de l'encerclement en traversant la rivière Sittang. Celles-ci subissent une véritable hécatombe, avec près de 10 000 morts (la moitié des effectifs initiaux); contre moins d'une centaine pour les Britanniques.
  - Indes néerlandaises : malgré la capture précoce des aérodromes de Sepinggang et Manggar, ce n'est que le 15 juillet que le premier RAAF Spitfireles chasseurs ont commencé à fonctionner et, finalement, les aérodromes ne pouvaient pas être utilisés pour des opérations de bombardement. De plus, une grande partie de la zone portuaire et des installations de production de pétrole ont été lourdement endommagées par le bombardement pré-invasion et par les efforts de sabotage japonais, les rendant inutiles aux Alliés à court terme. Politiquement, les dégâts infligés à l'infrastructure ont tendu les relations entre les Australiens et le gouvernement des Indes néerlandaises qui reprend en main le territoire.
  - Arrivée des premières troupes d'occupation américaines à Berlin.
  - Japon : raids des B-29 basés dans les îles Mariannes contre la raffinerie de pétrole de Kudamatsu, sur l'île d'Honshu. D'autres bombardiers et des chasseurs en provenance d'Okinawa attaquent Kyushu et le Sud d'Honshū.
  - Muroran : Dans la nuit du 14 au 15 juillet, une autre unité de bombardement — TU 34.8.2 — fut détachée de la TF 38 pour attaquer la ville de Muroran sur la côte sud-est d' Hokkaidō ; le second centre de production d'acier japonais dans la baie Volcano, sur l'île d'Hokkaido. L’unité TU 34.8.2 comprenait les cuirassés USS Iowa, Missouri et Wisconsin, les croiseurs légers Atlanta et Dayton ainsi que huit destroyers et était commandée par le contre-amiral Oscar C. Badger II. L’amiral Halsey accompagnait l’unité à bord du USS Missouri. Les cibles de cette attaque étaient le complexe de la Japan Steel Works et l’aciérie Wanishi. Le bombardement de la TU 34.8.2 commença à l’aube du 15 juillet. Les trois cuirassés tirèrent 860 obus de 406 mm à une distance de 26 à 29 km de la ville. La brume rendait difficile les observations aériennes et le repérage des dégâts causés, et seuls 170 obus atteignirent l’enceinte des deux usines. Néanmoins, ils causèrent des dégâts considérables et la perte de deux mois et demi de production de coke et de plus de deux mois de production de houille. Les bâtiments de la ville subirent aussi des dégâts importants. Comme pour le bombardement de Kamaishi, les experts chargés d’interpréter les photographies prises après l’attaque sous-estimèrent l’étendue des dommages. L’unité TU 34.8.2 aurait été extrêmement vulnérable à une attaque aérienne pendant la période de plus de six heures durant laquelle elle était visible du rivage et l’amiral Halsey écrivit plus tard que ce furent les plus longues heures de sa vie. Le fait que les Japonais n’aient pas attaqué les navires convainquit Hasley qu’ils gardaient leur aviation en réserve en vue d’une invasion alliée du Japon.
  - Le 15 juillet, des appareils décollant des porte-avions de la Task Force 38 (TF 38) frappèrent encore Hokkaido et la partie nord de Honshū et dévastèrent la flotte des navires transportant du charbon entre les deux îles.
  - Environ mille appareils de l'aéronavale alliée bombardent les villes de Hakodate, Otaru, Abashiri (Hokkaidō),Kushiro (Hokkaidō), Asahigawa et d'Obihiro, sur l'île d'Hokkaidō.

- 16 juillet :
  - Trinity, test réussi et 1re explosion atomique dans le désert du Nouveau-Mexique.
  - Chine : Les troupes japonaises commencent à se retirer d'Amoy (Xiamen), dans le Sud de la Chine.
  - Japon : Raid de 500 B-29 sur les îles de Honshū et Kyushu. Au cours de la journée, les appareils américains effectuent au total 1500 raids sur des cibles variées dans les îles de l'archipel japonais; les villes de Hiratsuka, Kuwana et Ōita (Kyushu).

- 17 juillet :

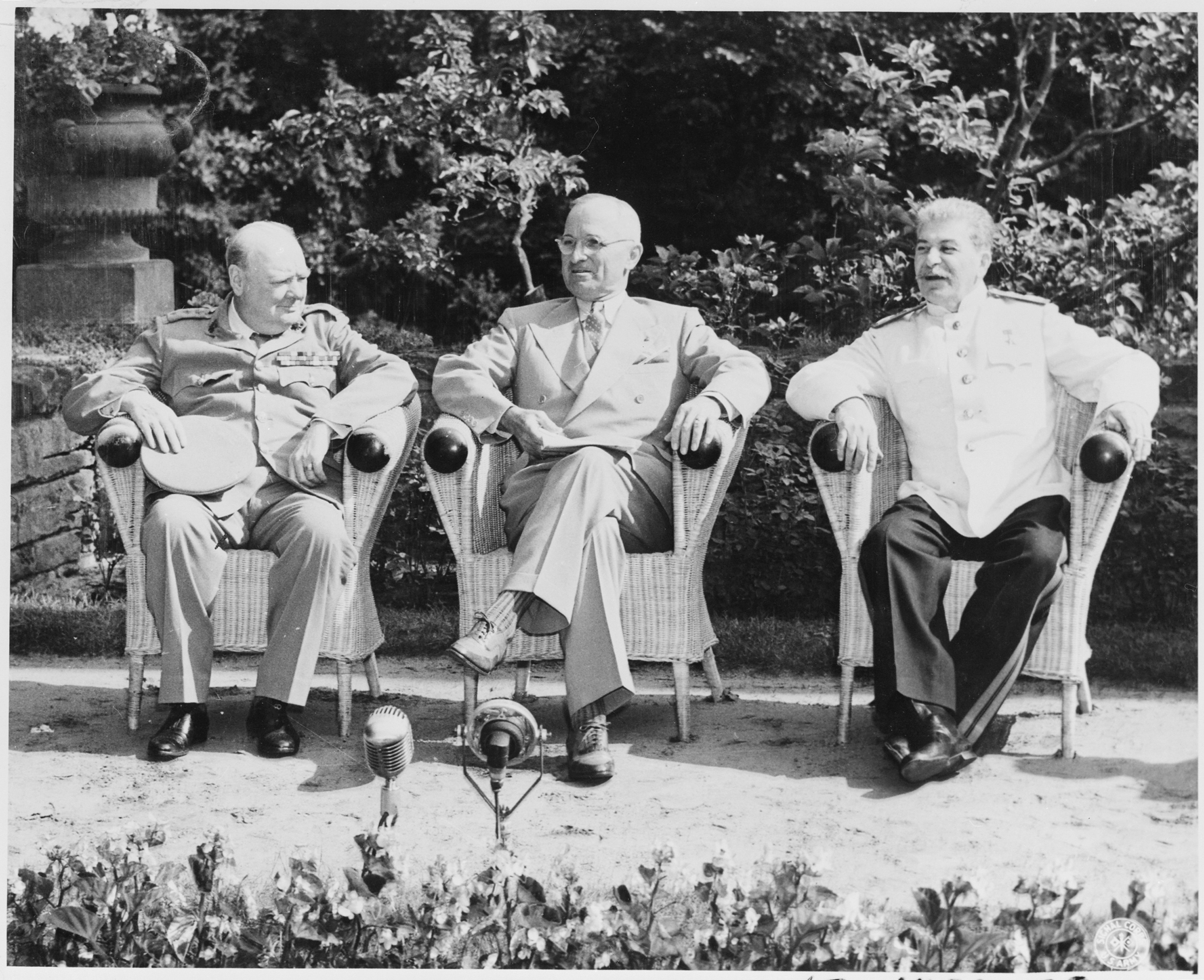
Churchill, Truman et Staline à la conférence de Potsdam.

  - Japon: Série de bombardements alliés, par les appareils provenant de la 3e Flotte américaine du vice-amiral John S. McCain, Sr. et de la Flotte britannique du Pacifique (appelée Task Force 37) commandée par le vice-amiral Bernard Rawlings, contre les installations militaires et les aérodromes du secteur de Tokyo. Plus tard dans la même journée, la TU 34.8.2 et le cuirassé britannique HMS King George V avec ses deux destroyers d’escorte quittèrent les porte-avions pour bombarder des cibles autour de la ville d’Hitachi, située à environ 130 km au nord-est de Tokyo. Cette unité était commandée par le contre-amiral Oscar C. Badger II et comprenait les cuirassés USS Iowa, Missouri, Wisconsin, North Carolina, Alabama et HMS King George V, les croiseurs légers USS Atlanta et Dayton, ainsi que 8 destroyers américains et 2 britanniques. Le King George V et ses deux escortes faisaient route en arrière de l’unité américaine mais opéraient de manière indépendante. À nouveau, Halsey accompagna son unité à bord du USS Missouri.
  - Bombardement d'Hitachi : Le bombardement de la région d’Hitachi eut lieu pendant la nuit du 17 au 18 juillet. La pluie et le brouillard rendaient difficile la localisation des cibles et empêchèrent les appareils chargés de régler l’artillerie de voler, mais une protection aérienne légère de l’unité de bombardement était assurée par les avions embarqués. Les cuirassés alliés ouvrirent le feu à 23 h 10, et visèrent leurs cibles à l’aide de radars et de LORAN20. Les attaquants ciblèrent neuf installations industrielles, le King George V étant assigné aux mêmes cibles que les cuirassés américains. Lorsque le bombardement cessa vers 01 h 10, les cuirassés américains avaient tiré 1 238 obus de 406 mm et le cuirassé britannique 267 obus de 356 mm. Les deux croiseurs légers tirèrent également 292 obus de 152 mm sur les radars et les installations électroniques au sud d’Hitachi; lançant en deux heures, environ 2 000 tonnes d'obus contre les installations japonaises.Toute l’opération de bombardement fut conduite à une distance de 21 à 32 km. Les dommages causés à la région d’Hitachi par le bombardement allié furent limités : seules trois des neuf cibles furent touchées et les dégâts faits à la zone industrielle restèrent légers. Mais l’attaque infligea des dégâts considérables à la zone urbaine et à des services essentiels. Les dommages furent encore accrus par un raid de B-29 sur Hitachi pendant la nuit du 18 au 19 juillet qui détruisit ou endommagea 79 % de la zone urbaine.
  - Grande-Bretagne : décès à l'hôpital militaire britannique de Notts du Generalfeldmarschall allemand Ernst Busch (militaire), ancien commandant du Groupe d'armées Centre sur le front de l'Est, à l'âge de 60 ans.

- 18 juillet :
  - Chine : 200 bombardiers américains Consolidated B-24 Liberator et North American B-25 Mitchell, basés à Okinawa, effectuent un raid contre l'aérodrome de Kiangwan (Shanghai Jiangwan Airport), près de Shanghai (Chine).
  - Japon : Les TFs 37 et 38 menèrent d’autres attaques aériennes dans la région de Tokyo; l’US Navy ayant pour objectif principal de couler le cuirassé japonais Nagato dans la base navale de Yokosuka. Le cuirassé Nagato, utilisé comme batterie antiaérienne, est endommagé au cours d'un raid aérien. Les forces aéronavales alliées attaquent de nombreuses autres cibles dans la région de Tokyo sans rencontrer de grandes résistances. La 17e division de croiseurs (CruDiv 17), qui incluaient les croiseurs légers USS Astoria, Pasadena, Springfield et Wilkes-Barre et six destroyers, sous le commandement du contre-amiral J. Cary Jones, tira 240 obus de 150 mm sur une station radar au cap Nojima pendant environ 5 min mais n’atteignirent pas leur cible.
  - Indes néerlandaises : 18e jour de la bataille de Balikpapan : les troupes de la 7e division australienne occupent le centre pétrolier de Sambodja, à Bornéo, qui a été évacué par les Japonais.
  - Île de Wake : raid des appareils du porte-avions américain USS Wasp contre les installations japonaises

- 19 juillet :
  - Bombardements par 600 B-29 qui larguent 4 000 tonnes de bombes sur les villes de Chōshi ; Fukui ; Hitachi (les dommages causés, dans la nuit du 17 au 18 juillet, furent encore accrus par un raid de B-29 sur Hitachi pendant la nuit du 18 au 19 juillet qui détruisit ou endommagea 79 % de la zone urbaine) et Okazaki.
  - Bombardement aérien de Sendai : 131 bombardiers B-29 de la 58e escadre de bombardement de l'USAAF ont décollé de l'île de Tinian aux Mariannes. Plusieurs avions ont fait demi-tour en raison de problèmes mécaniques, et 123 avions sont arrivés au-dessus de la cible à une altitude de 10 000 pieds juste après minuit au petit matin du 20 juillet 1945. Les bombardiers se sont divisés en 25 groupes de deux à cinq ; chacun des avions pour bombarder le tapis du centre résidentiel densément bondé de la ville avec 10 961 bombes incendiaires. La tempête de feu qui en a résulté a détruit la plupart du centre historique de la ville. À la suite de cette seule attaque, 30 000 civils ont été tués et 50 000 blessés (environ 26% de la population à l'époque). Une portion de cinq kilomètres carrés du centre de la ville a été totalement détruite, avec 11 933 résidences incendiées (environ 23% de la ville). Les bombardements ont également détruits un certain nombre de trésors culturels, notamment les structures du château de Sendai et le mausolée Zuihoden de Date Masamune. D'un autre côté, le grand arsenal de Sendai et les structures de la 2e division de l'IJA n'ont pas été touchés par le raid aérien. Un an après la guerre, l'enquête sur les bombardements stratégiques (guerre du Pacifique) des Forces de l'Armée de l'air américaine sur les bombardements stratégiques (guerre du Pacifique), a rapporté que 21,9 pour cent de la ville avait été totalement détruite.
  - Chine : les bombardiers américains attaquent quatre bases aériennes japonaises dans la région de Shanghai.
  - Birmanie : en plusieurs endroits, les troupes japonaises tentent de briser les lignes ennemies qui les encerclent lors de la deuxième bataille du coude de la Sittang entre les forces britanniques de la 12e armée (général Montagu Stopford) et du 4e corps (général Francis Tuker); et les dernières unités de la 28e armée (général Shōzō Sakurai), encerclées dans la poche de la chaîne du Pegu (Pegu Yoma).

- 20 juillet :
  - Chine : pour le second jour consécutif, plus de 200 bombardiers alliés en provenance d'Okinawa attaquent les aéroports japonais dans la zone de Shanghai.
  - Japon : bombardement du centre de l'île d'Honshu par environ 80 chasseurs P-51 Mustang en provenance d'Iwo Jima.
  - Philippines : la garnison japonaise de l'île de Balut, située au sud de la pointe de Tinaca de l'île de Mindanao, est anéantie à la suite du débarquement de détachements américains.

- 21 juillet :
  - Le président Truman approuve l'ordre d'utilisation de l'arme atomique contre le Japon.
  - Birmanie : troisième bataille du coude de la Sittang: les 21, 22 et 23 juillet, les 10 000 soldats de la 28e armée quittent la poche de la chaîne de Pegu et tentent à nouveau de traverser la rivière Sittang. Ils sont pilonnés par l'aviation et l'artillerie britanniques qui causent une hécatombe parmi leurs rangs. Les rares survivants se replient à nouveau.
  - 21e jour de la bataille de Balikpapan: l'encerclement de la position défensive japonaise du mont Batochampar est presque terminé et les Japonais survivants commencent à se retirer. Ce retrait a été mené dans le bon ordre.
  - Chine : les autorités nationalistes chinoises annoncent que les troupes chinoises se rapprochent de Kweilin, la plus grande base aérienne japonaise, qui est également la capitale de la province de Guangxi, dans le Sud du pays.
  - Bornéo du Nord : des navires alliés lance-torpilles opérant au nord-ouest des côtes pilonnent le secteur de Jesselton (Kota Kinabalu-État du Sabah), déclenchant d'importantes explosions et des incendies.
  - Japon: dans le détroit de Tsushima, entre la Corée et le l'île japonaise de Kyushu, les appareils aéroportés de la marine américaine attaquent plusieurs navires japonais.

- 22 juillet :
  - Birmanie : les troupes japonaises piégées dans les collines de Pegu, estimées à environ 5 000 hommes, subissent de lourdes pertes au cours de leurs tentatives pour rompre leur encerclement à l'ouest du Sittang.

- 23 juillet :
  - Début du procès du maréchal Pétain

- 24 juillet :
  - Début du bombardement de Kure et de la Mer Intérieure jusqu'au 28 juillet par les TF 37 et 38 entraînant la perte de la plupart des derniers navires de guerre de la Marine impériale japonaise. Dans la nuit du 24 au 25 juillet, la 17e division (CruDiv 17) patrouilla dans le canal de Kii et bombarda la base navale d’hydravions de Kushimoto, un terrain d’atterrissage près du cap Shionomisaki et une station de radio. Cette attaque dura seulement quatre minutes et fit peu de dégâts.

- 25 juillet : Bombardement de Sendai ; la ville et l'aéroport ont été bombardés et mitraillés par des avions embarqués de la marine américaine.

- 26 juillet :
  - Démission de Winston Churchill de son poste de Premier ministre après la défaite du Parti conservateur aux élections générales.
  - Les troupes françaises d'occupation prennent officiellement possession de la zone d'occupation dévolue à la France en Allemagne.
  - Japon : bombardements aériens de B-29 sur les villes de Matsuyama, Ōmuta et Tokuyama.
- 28 juillet :
  - Birmanie : quatrième bataille du coude de la Sittang ; les derniers survivants de la 28e armée tentent une dernière fois de franchir la rivière Sittang. Ils sont appuyés par une offensive de la 15e armée (général Shihachi Katamura). Cette bataille se solde une nouvelle fois par des pertes nippones importantes. Le 29 juillet, la 15e armée se retire. De petits groupes de soldats réussiront de traverser la rivière jusqu'au 7 août, date de fin des ratissages des forces britanniques. Au total, du 2 juillet au 7 août, les troupes japonaises ont compté environ 14 000 morts et 740 prisonniers. Les pertes britanniques sont de 95 tués et 322 blessés ; les pertes des résistants birmans d'environ 1 600 tués.
  - Le Japon rejette de manière ambiguë la déclaration de Potsdam.
  - Japon : fin du bombardement de Kure et des ports de la Mer Intérieure

- 29 juillet :
  - Japon : Hamamatsu ; un groupe de cuirassés fut détaché de la flotte alliée pour bombarder la ville d’Hamamatsu. Cette unité comprenait les mêmes navires qui avaient attaqué Kamaishi le 14 juillet, ainsi que le HMS King George V et les destroyers HMS Ulysses, Undine et Urania ; les quatre navires britanniques constituaient l’unité opérationnelle Task Unit 37.1.2 (TU 37.1.2). Hamamatsu avait déjà subi des dommages importants causés par des attaques aériennes. Les navires britanniques et américains agirent de manière indépendante. À 23 h 19, le King George V ouvrit le feu d’une distance de 18 357 m sur l’usine de la Nippon Gakki Company no 2, fondée par Torakusu Yamaha pour fabriquer des instruments de musique, et qui était alors utilisée pour la fabrication d’hélices d’avions. Le cuirassé tira 265 salves de 360 mm sur l’usine pendant 27 minutes et put s’appuyer sur les avions de repérage car la visibilité était bonne. Mais il causa peu de dégâts aux installations. Le Massachusetts fit feu sur l’usine no 1 mais lui non plus n’atteint que rarement sa cible. Malgré les faibles dommages matériels et physiques, le bombardement provoqua une augmentation de l’absentéisme au travail et interrompit des services vitaux, avec le résultat que l’usine cessa sa production. Les navires américains bombardèrent également l’usine de locomotives des Chemins de Fer du gouvernement impérial à Hamamatsu et trois autres complexes industriels. L’usine de locomotives cessa toute opération pendant à peu près trois mois à la suite des dommages subis, mais deux des autres installations avaient déjà à peu près cessé leurs activités avant l’attaque et la troisième ne subit aucun dommage. Deux ponts sur la Ligne principale Tōkaidō furent aussi bombardés, mais non détruits, même si des dégâts à l’infrastructure ferroviaire de Hamamatsu provoquèrent la fermeture de la ligne pour 66 heures. Pendant le bombardement, Undine ouvrit deux fois le feu sur de petits groupes de navires, quoique probablement de simples bateaux de pêche. Aucun avion japonais, aucune batterie côtière ne répondit à l’attaque des Alliés. Le bombardement de Hamamatsu fut la dernière utilisation d’un cuirassé britannique dans une guerre.

- 30 juillet :
  - Le croiseur lourd américain USS Indianapolis touché par un sous-marin japonais, coule avec 1 196 matelots à bord; 300 coulent avec le navire : 900 restants dérivent en mer et près de 600 sont dévorés par les requins en 4 jours, seulement 317 sont récupérés sur les 1196 inscrits au registre de bord[1].
  - Japon: Shimizu ; le bombardement suivant du Japon eut lieu dans la nuit du 30 au 31 juillet. Le 25e groupe de destroyers (DesRon 25), qui était commandé par le capitaine J.W. Ludewig à bord de l’USS John Rodgers, balaya la baie de Suruga à la recherche de navires japonais à attaquer. Il n’en localisa aucun et à l’aube du 31 juillet, les destroyers s’enfoncèrent dans la baie et tirèrent 1 100 salves d’obus de 127 mm en sept minutes en direction d’une gare de triage et d’une usine d’aluminium dans la ville de Shimizu-ku. L’usine d’aluminium fut touchée, mais elle avait déjà cessé toute production faute de matière première. La gare ne fut pas atteinte.